# Groupe social

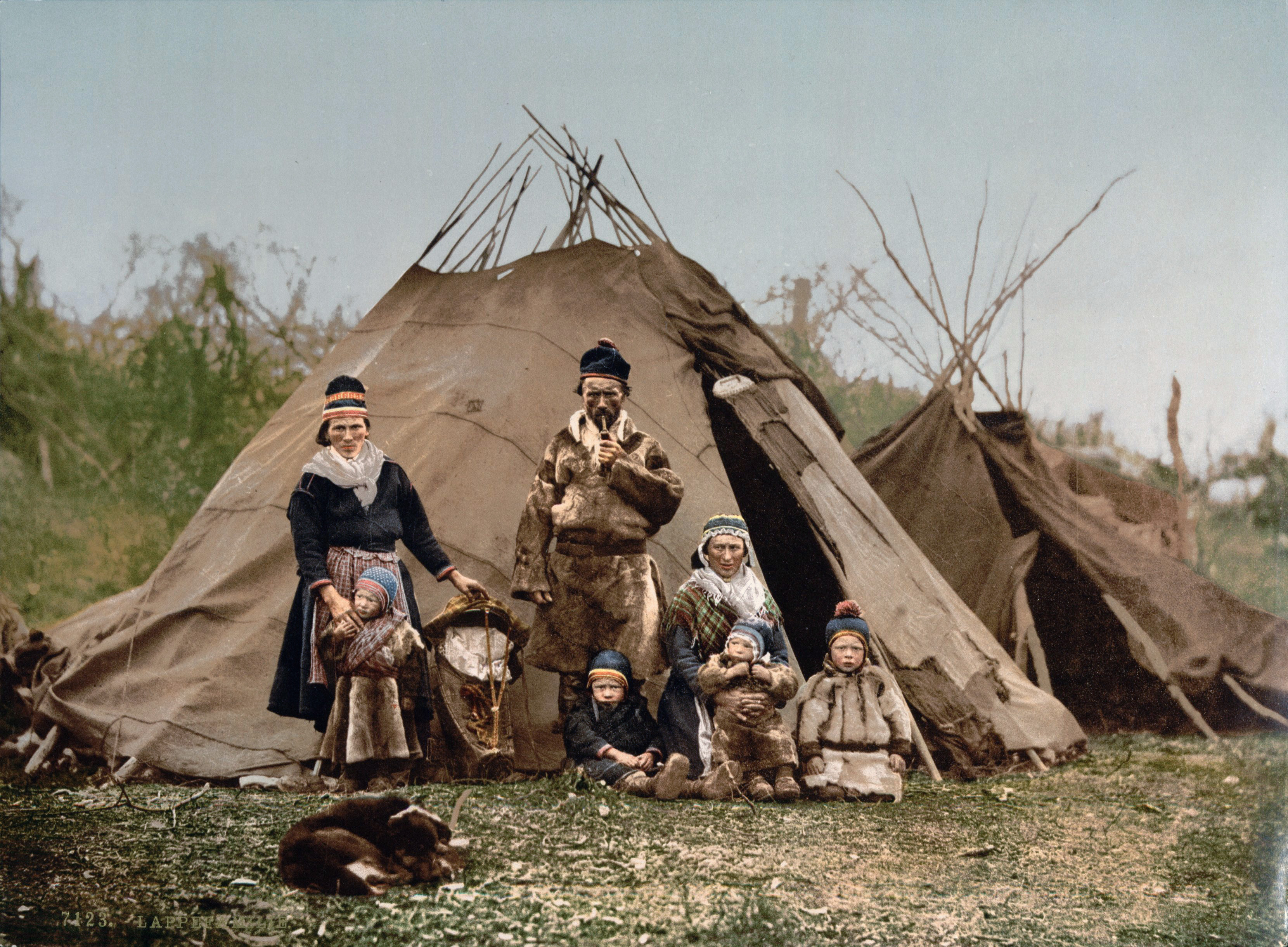
Une famille Laponie en Norvège, aux alentours de 1900.

Un groupe est un ensemble de personnes ayant des caractéristiques ou des buts communs socialement partagés.
Une prémisse à l'étude des groupes est de considérer que leurs propriétés sont distinctes de celles des individus qui les composent.
Les groupes peuvent être en relation directe, vivre dans un même espace ou bien être complètement séparés. De nos jours, avec les moyens de transports et de communications modernes, les groupes sont presque tous indirectement en relation. Quand ils sont en relation directe, les groupes peuvent avoir des relations de coopération, de compétition ou de domination. Le dernier cas aboutit à la stratification sociale.
Les groupes ont une influence sociale sur leurs membres qui peut mener au conformisme et à la pensée de groupe. Selon les travaux fondateurs d'Erik Erikson et de George Herbert Mead, le groupe serait une instance privilégiée au sein de laquelle l'identité individuelle se construirait par le biais d'une interaction entre mécanismes psychologiques et facteurs sociaux.

## Identité groupale
L'identité du groupe s'établit au travers d'un double processus exposé par Claude Dubar :
- d'une part, l'individu agit sur le groupe en important ses caractéristiques propres ;
- d'autre part, la reconnaissance du groupe et de son mode de fonctionnement par autrui établit son identité.

La mémoire est une autre composante importante pour définir ce qu'est le groupe. Ainsi, la communauté juive ou la génération 68 sont soudées par des événements, des souvenirs, des symboles qui prennent sens au sein du groupe et définissent son identité.
On peut distinguer selon ces critères deux types de groupes :
- les « groupes primaires » qui se fondent principalement sur la mémoire et l'individu. Ils sont en général restreints et ne cherchent pas la reconnaissance. Ce peut être le cas de la famille : les images, les émotions deviennent le ciment de la famille ;
- les « groupes secondaires » dans lesquels les liens sont contractuels. La reconnaissance par des personnes extérieures est vitale à l'existence du groupe. Celui-ci suit par ailleurs un objectif déterminé à l'instar d'une entreprise ou d'un parti politique. Ce qui unifie le groupe dans ce cas n'est pas la mémoire mais l'interaction avec d'autres groupes.

Enfin, l'identité d'un groupe se construit au travers de l'apport de chaque individu qui le compose et de son interaction avec d'autres groupes ou entités singulières.
Tout comme l'individu, le groupe n'a pas une identité fixe dans le temps. Au contraire, les identités collectives sont en perpétuelle évolution, en incessante construction. Comme le montre Danièle Hervieu-Léger, la fonction de la famille change : on passe d'un rôle d'éducation et de formation à un rôle de développement de la personnalité. On peut également remarquer ces métamorphoses dans les groupes religieux qui se renouvellent : ceux-ci s'orientent désormais du côté de la logique individuelle au détriment d'institutions qui ne rassemblent pas toujours.

## Taille optimale
En entreprise, selon IBM, un minimum de 20 participants actifs est nécessaire pour avoir suffisamment d'interactions et maintenir l'engagement d'un groupe social.

### Réseaux sociaux
Dans les réseaux sociaux, d'après Robin Dunbar et Malcolm Gladwell, le cerveau humain n'est pas équipé pour maintenir plus de 150 connexions sociales à un instant donné, c'est ce qu'on appelle le nombre de Dunbar.

### Anthropologie sociale et culturelle
En anthropologie sociale et culturelle, chez les Yanomami (peuple indigène des forêts d’Amérique du Sud), les groupes sociaux s’étendent jusqu’à ce que les tribus atteignent 300 membres, après quoi éclatent des disputes entre parents. La violence des querelles incite le groupe des mécontents à partir s’établir ailleurs, en particulier lorsque les temps sont difficiles. Anthony Stevens estime que « comme tous les animaux sociaux, les groupes humains prospèrent et se multiplient jusqu’à atteindre une taille critique. » Lorsque les ressources s’amenuisent, « tous les mécanismes qui servaient auparavant à promouvoir la solidarité du groupe font marche arrière et font s’éloigner les sous-groupes. »

### Zoologie
En zoologie, depuis 1968, on sait que le babouin hamadryas mâle maintient l'obéissance de sa famille et qu’il n'existe une paix et une liberté relatives que dans un réseau social de plus de 130 individus.